# 覚鑁
覚鑁（かくばん、嘉保2年6月17日（1095年7月21日） - 康治2年12月12日（1144年1月18日））は、平安時代後期の真言宗の僧。真言宗中興の祖にして新義真言宗始祖。
諡号興教大師（こうぎょうだいし）。肥前国藤津庄（現：佐賀県鹿島市納富分2011 新義真言宗大本山誕生院）生まれ。父は伊佐平治兼元、母は橘氏の娘。幼名は弥千歳。
平安時代後期の朝野に勃興していた法然らの念仏・浄土思想を、真言教学においていかに捉えるかを理論化した「密厳浄土」思想を唱え、「密教的浄土教」を大成した。覚鑁は、真言密教における大日如来と浄土教の阿弥陀如来は同体であるとし、密教的な浄土である「密厳浄土」と阿弥陀如来の「西方浄土」は同一のものであると説いた。
空思想を表した『月輪観（がちりんかん）』の編者として著名。また、日本に五輪塔が普及する切っ掛けとなった『五輪九字明秘密釈』の著者でもあった。

## 経歴
嘉保2年（1095年）6月に京都仁和寺の荘園藤津庄の総追補使伊佐兼元の三男として誕生する。覚鑁は8歳の時に早くも僧侶になる誓願を起こし、10歳の時に父が亡くなると仁和寺との縁を頼って13歳で仁和寺成就院へ入り、寛助のもとで学び、16歳で得度・出家。20歳で東大寺戒壇院で受戒し、名を覚鑁と改める。その後、高野山へ入り、青蓮・明寂のもとで学ぶ。
35歳で古式な真言宗の伝法の悉くを灌頂し、空海以来の才と称されると、大治5年（1130年）に高野山内に伝法院を建立する。そして鳥羽上皇の病を治すとこれまで以上の帰依を受け、上皇が建てた北向山不動院の開山にもなり、荘園を寄進されるなど手厚く保護された。
36歳の覚鑁は、真言宗総本山である高野山の現状に眼を止める。当時の高野山には、僧侶は食べる手段と割り切った信心の薄い下僧と、権力に眼を眩ませる上僧が跋扈する有り様であった。真言宗がすっかり腐敗衰退してしまった現状を嘆いた覚鑁は、自ら宗派の建て直しに打って出る。
長承元年（1132年）、覚鑁は鳥羽上皇の院宣を得て、高野山に大伝法院と密厳院を建立し、大伝法院座主に就任したのを皮切りに、さらに2年後の長承3年（1134年）には金剛峯寺座主をも兼ねて、事実上同山の主導権を制し、真言宗の建て直しを図る。しかし、当然この強硬策に反発した上下の僧派閥は覚鑁と激しく対立、遂に保延6年（1140年）に、覚鑁の自所であった金剛峯寺境内の密厳院を急襲してこれを焼き払った。
この時、密厳院不動堂にいた覚鑁の命を狙って僧徒が不動堂に乱入してきたのだが、本来、一体しかないはずの本尊不動明王が須弥壇上に二体も並んでいた。どちらかが本物の不動明王でどちらかは覚鑁が変化したものであろうと僧徒達は考え、錐を刺してみて血が出た方が覚鑁であるとし、不動明王の光背・迦楼羅炎が実際に炎を上げ、僧徒らを焼こうとするのを避けながら、二つの不動明王の膝に錐を指してみた。すると両方の不動明王の膝から血が流れ出てきたので、覚鑁は不動明王に守られているのがはっきりとし、恐れおののいた僧徒は算を乱して不動堂から出て行き覚鑁は辛くも一命を取り留めたという、有名な「きりもみ不動」伝説である。またこれら一連の騒動を「錐もみの乱」という。
この凶行に至る前に、覚鑁は権力の亡者と化した真言宗門徒の有り様を嘆き、密厳院において長期に渡る無言行を修した。この直後に『密厳院発露懺悔文』を書き上げたといわれているが、桑原康年の研究論文により、新義系二派（真言宗豊山派、真言宗智山派）の学会では作者不詳が通説となっている。

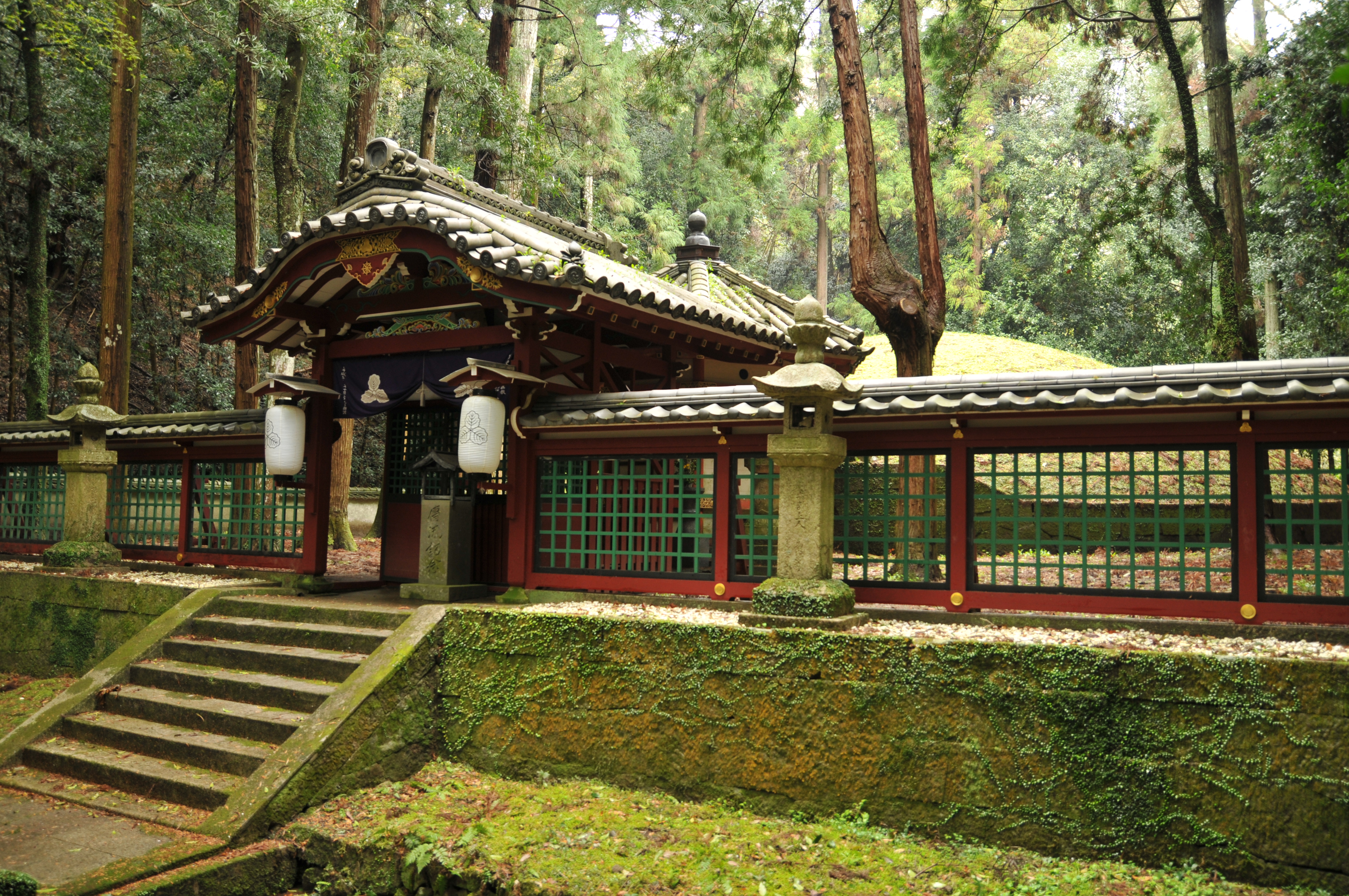
興教大師廟（根来寺）

こうして保延6年（1140年）中に高野山を追われた覚鑁は、弟子一派と共に大伝法院の荘園の一つである弘田荘内にあった豊福寺（ぶふくじ）に拠点を移し、やがて根来寺を成立させていく。なお、覚鑁の命を救ってくれたあの不動明王も一緒に下山し、現在根来寺の不動堂に錐鑽（きりもみ）不動（三国一のきりもみ不動）として安置されている。
康治2年（1144年）覚鑁は入滅し（48歳没）、根来寺奥之院の霊廟に埋葬された。弟子たちは高野山へ戻るも既に金剛峯寺との確執は深く、ついに正応元年（1288年）になって高野山大伝法院の学頭頼瑜は大伝法院の寺籍を根来寺に移し、覚鑁の教学・解釈を基礎とした「新義真言宗」を展開し、発展させていく。
後に根来山は豊臣秀吉との確執の末に討伐を受け壊滅、生き延びた一部の僧たちは奈良や京都へ逃れ長谷寺（豊山）や智積院（智山）において新義真言宗の教義を根付かせ、現在の新義真言宗（根来寺）、真言宗豊山派、真言宗智山派の基礎となった。
江戸時代になり、ようやく新義真言宗は紀州徳川家より復興の許しを得て根来寺と共に復興、覚鑁は生前の功績を評価され興教大師の諡号を贈られた。現代では新義真言宗・真言宗豊山派・真言宗智山派で、空海の宝号『南無大師遍照金剛』と一緒に『南無興教大師』を唱えている。

## 後世の評価
真言宗では空海が余りにも高度な仏教哲学を打ち立ててしまったがゆえに、天台宗に比べて教学が発展しなかったという通説が有る。しかし、覚鑁は真言宗において、空海以外では唯一の仏教哲学「密厳浄土」思想を打ち立てた僧として高く評価されている。例えば、宮坂宥勝は「鎌倉仏教全てを包摂した」としており、司馬遼太郎は「空海の風景余話」に於いて、「空海以外で唯一の真言宗の哲学者」という捉え方をしている。

## 伝記
- 津本陽　『大悲の海に　覚鑁上人伝』、新潮社　1996年、新潮文庫　1999年
- 『密教のこころ　内観の聖者・覚鑁と真言宗』　読売新聞社［よみうりカラームックシリーズ］、1992年

## 全集
- 『興教大師著作全集　(全6巻)』 御遠忌八百五十年記念出版編纂委員会編、真言宗豊山派宗務所、1992-1994年

### 研究
- 宮坂宥勝　「興教大師の浄土観（上・下）」智山伝法院、「現代密教」３、p.10-17、1991年・「現代密教」４、p.25-41、1992年
- 宮坂宥勝　「密教的浄土教の根拠〜横竪の教判を中心として」智山伝法院、「現代密教」５、p.36-49、1993年
- 櫛田良洪 『覚鑁の研究』 吉川弘文館　1975年、復刊1992年
- 松崎惠水 『平安密教の研究　興教大師覚鑁を中心として』　吉川弘文館、2002年
- 『興教大師覚鑁研究 興教大師八百五十年御遠忌記念論集』 春秋社、1992年
- 勝又俊教 『興教大師の生涯と思想』 山喜房仏書林、1992年
- 桑原康年 「『密厳院発露懺悔文』の一考察」、「豊山学報45号」真言宗豊山派総合研究院、INBUDS:09108912、2002年6月刊
- 白石凌海 『覚鑁　内観の聖者・即身成仏の実現』 佼成出版社、2021年